# 穂積堂青牛
穂積堂 青牛（ほづみどう せいぎゅう、生没年不詳）とは、江戸時代の浮世絵師。

## 来歴
師系・経歴不明。青牛、青牛斎、笛童、堯珍、穂積堂と号す。作画期は宝暦頃とされ、肉筆美人画を残す。

## 作品
- 「立美人」　※才路坊賛
- 「江口君」　紙本着色
- 「若衆と下男」　紙本着色
- 「手燭持つ美人」　紙本着色
- 「見立邯鄲夢見る遊女」　紙本着色